# Ludwig Purtscheller
Ludwig Purtscheller (6 oktober 1849 — 3 maart 1900) was een Oostenrijkse bergbeklimmer en leraar.
Purtscheller klom gewoonlijk zonder berggids en nam vaak de leiding in klimexpedities. Tijdens zijn leven beklom hij meer dan 1700 bergen. Bekend is onder andere zijn beklimming van de La Meije met Emil en Otto Zsigmondy in 1885. In 1889 behoorde hij tot de eerste mensen die de top van de Kilimanjaro bereikten, naast de expeditieleider Hans Meyer en waarschijnlijk de Afrikaanse gids Yohani Kinyala Lauwo.
Tijdens een afdaling van de Aiguille du Dru op 25 augustus 1899 brak een ijsbijl en vielen de expeditieleden in een gletsjerspleet. Purtscheller raakte gewond en werd naar een ziekenhuis in Genève te Zwitserland gebracht. Na maanden van herstel liep hij longontsteking op en stierf hij op 3 maart 1900.

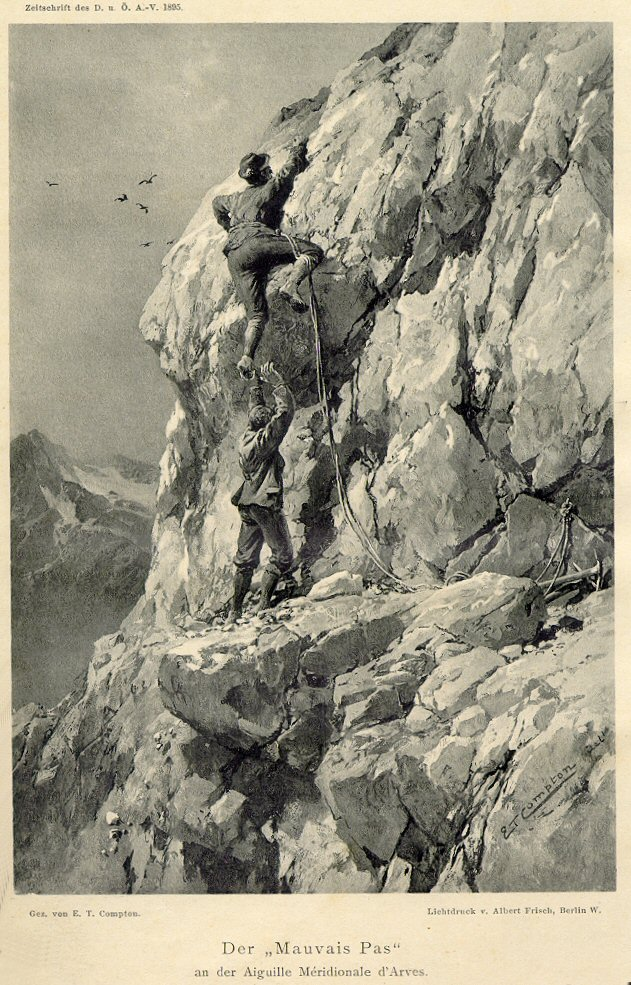
Ludwig Purtscheller (boven) verongelukt op de Aiguille du Dru.
Illustratie uit 1895 door E. Compton